# Rudolf Nelson

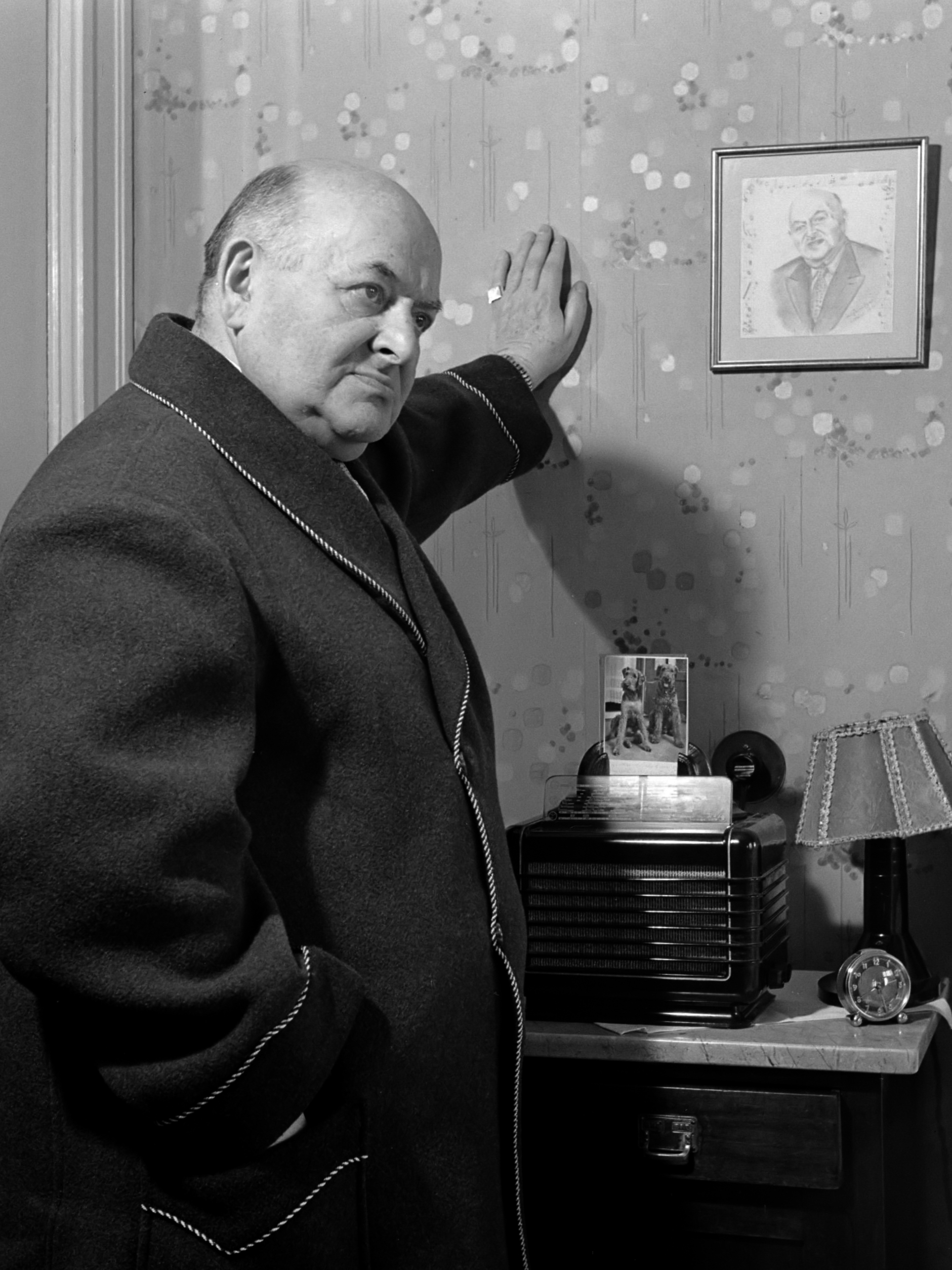
Rudolf Nelson (Willem van de Poll, 1952)

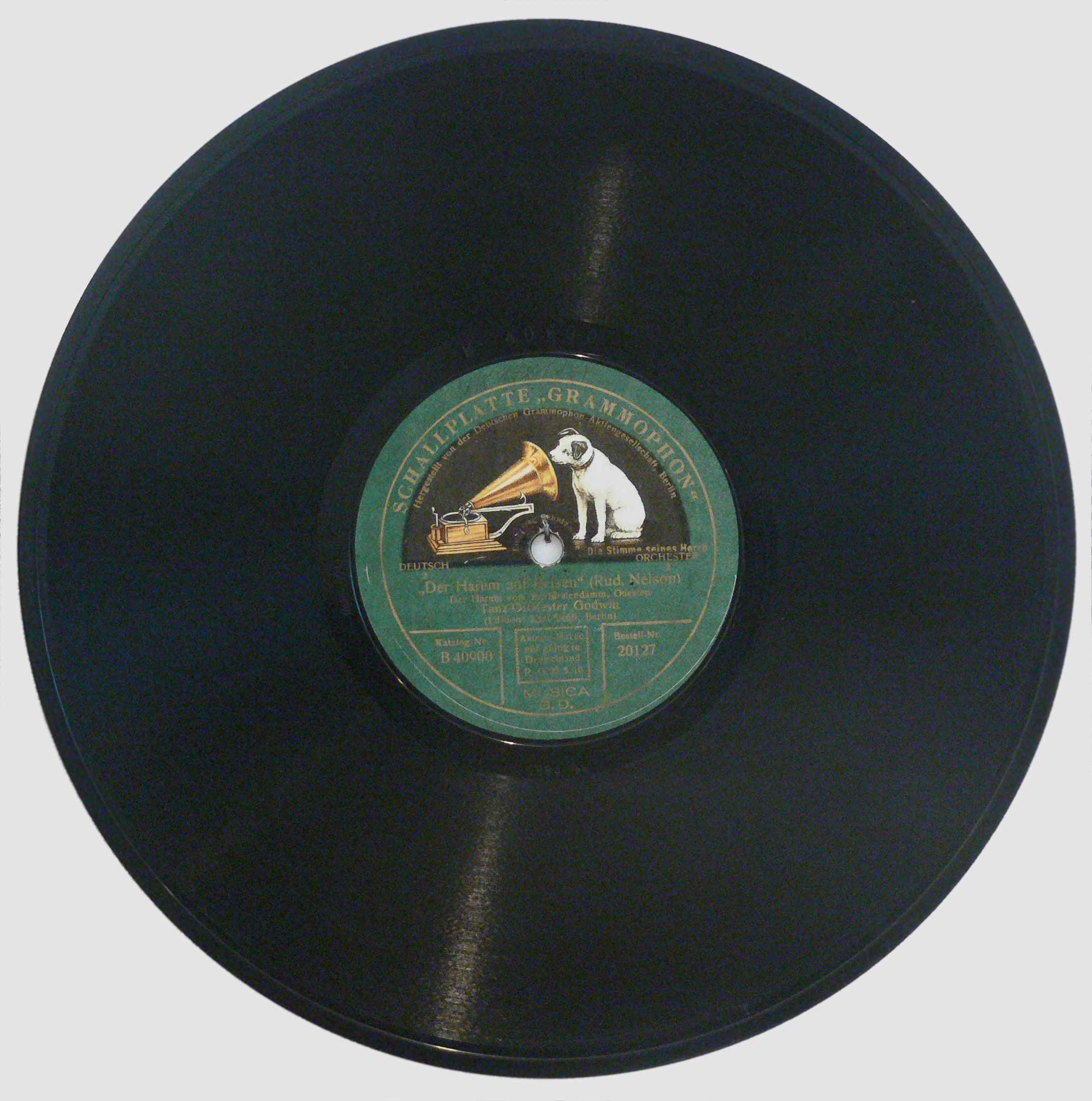
Schallplatte der Deutschen Grammophon-Aktiengesellschaft: Der Harem auf Reisen von Rudolf Nelson mit dem Tanzorchester Godwin.

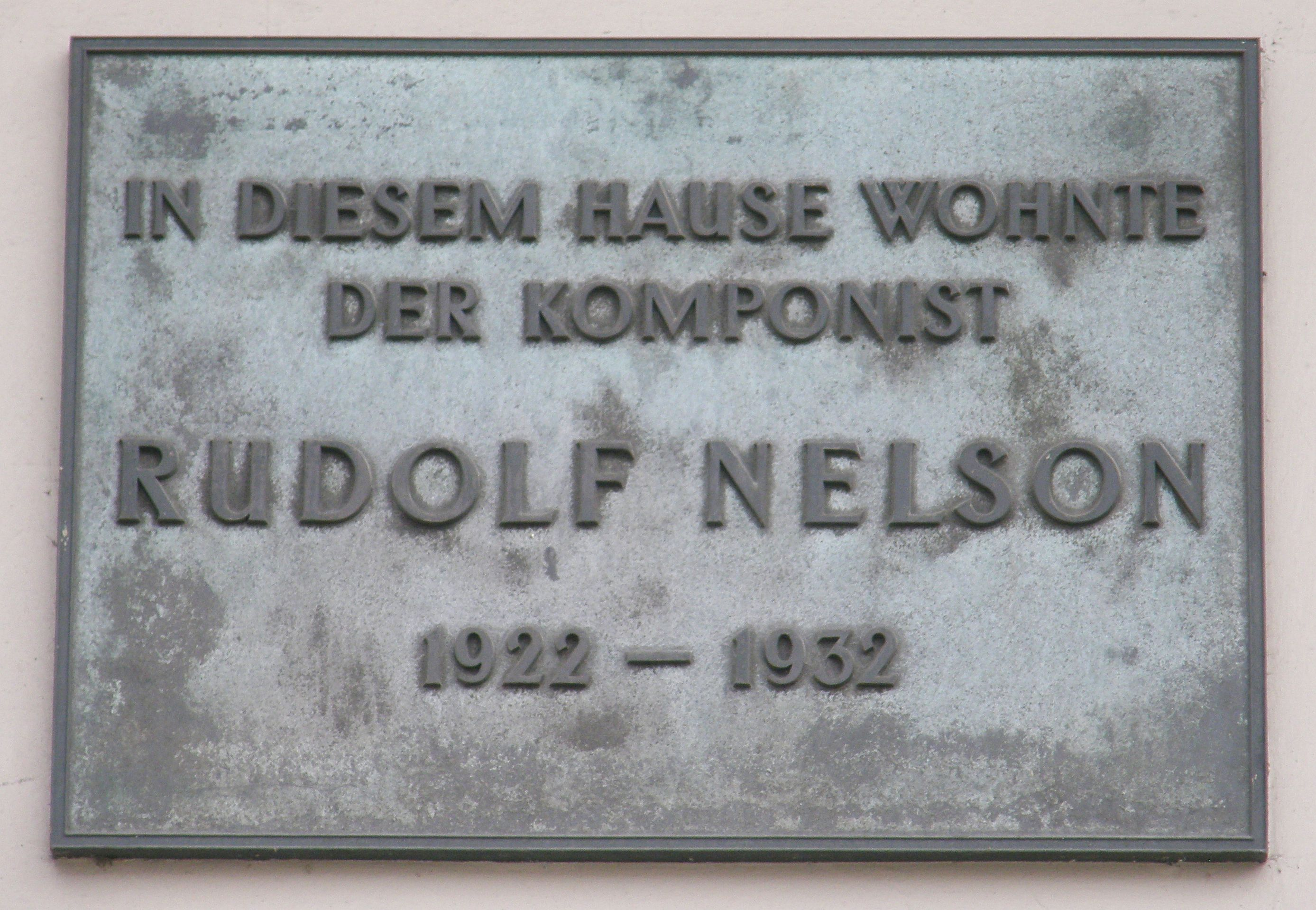
Gedenktafel für Nelson am Kurfürstendamm

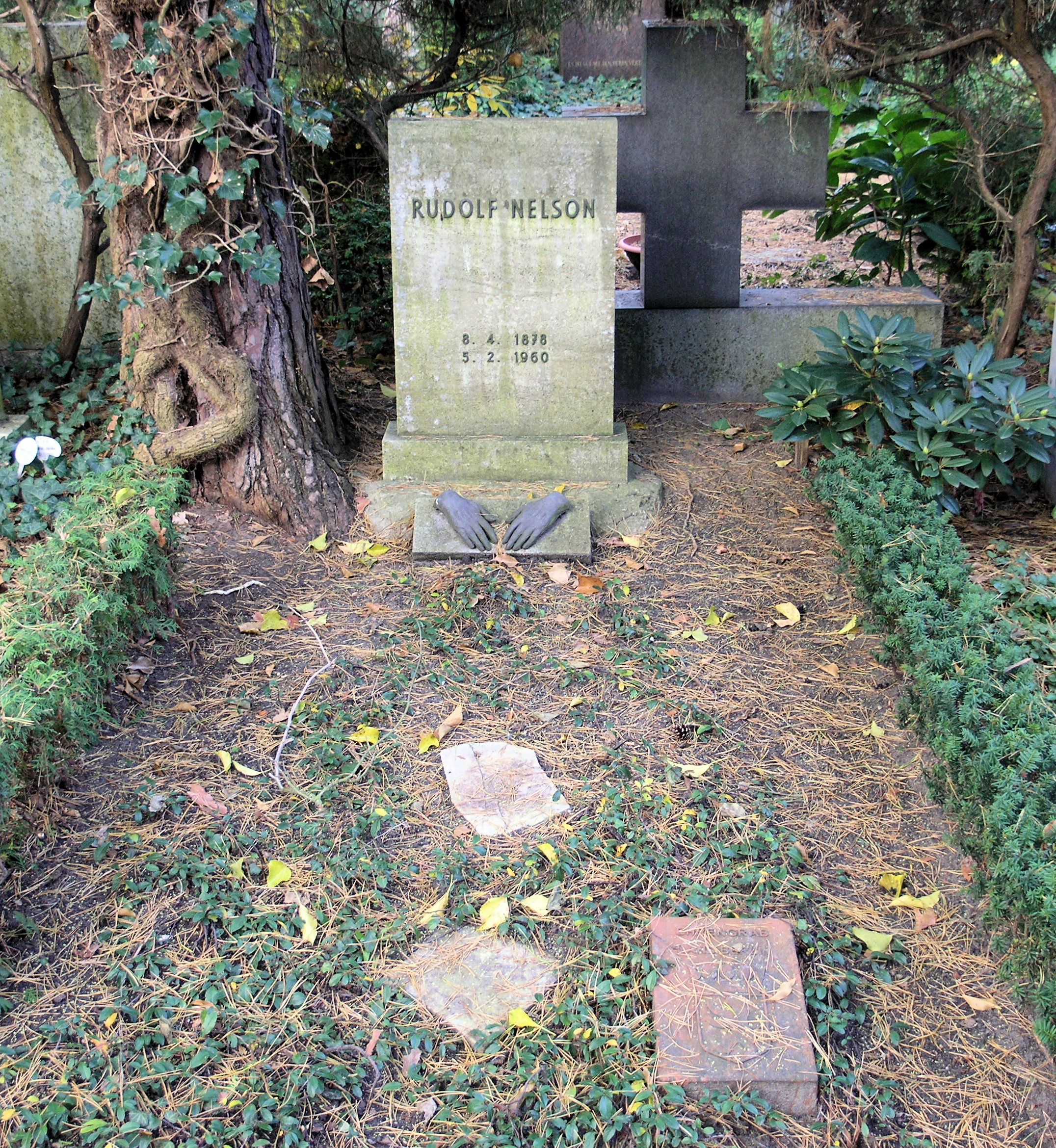
Ehrengrab, Hüttenweg 47, in Berlin-Dahlem

Rudolf Nelson, auch Rudolph Nelson (* 8. April 1878 in Berlin; † 5. Februar 1960 ebenda; eigentlich Rudolf Lewysohn), war ein im Berlin der 1920er-Jahre berühmt gewordener Kabarettist, Pianist, Komponist und Theaterdirektor mit der Spezialität der „kleinen“ Kunst.

## Leben und Werk
Nelson gab seinen Beruf als kaufmännischer Angestellter auf und brach auch seine musikalische Ausbildung ab, um sich ganz der Arbeit an Kleinkunstbühnen zu widmen. Mit Paul Schneider-Duncker eröffnete er 1904 den Roland von Berlin in der Potsdamer Straße und nach der Trennung von Schneider-Duncker (1907) das Chat Noir Unter den Linden (1908–1914), wo er einem großbürgerlichen Publikum ein literarisch-musikalisches Kabarett bot.
Am 21. Dezember 1909 heiratete er die Chansonette Käthe Erlholz (bürgerlicher Name: Katharina Reinholz), die ihren 1904 geborenen Sohn Hanns Reinholz mit in die Ehe brachte. Der gemeinsame Sohn Herbert Nelson wurde im Oktober 1910 geboren.
Nelson schrieb auch die Musik zu Revuen, die am Metropol-Theater aufgeführt wurden, und komponierte einige Operetten. Im Jahr 1919 gründete er die Nelson-Künstlerspiele, die er 1920 in Nelson-Theater umbenannte. Für sein Theater im Haus Kurfürstendamm 217, das spätere Kino Astor, schrieb er in den 1920er-Jahren rund 30 Revuen. Die prachtvollen, zugleich unpolitischen Nelson-Revuen waren ein Bestandteil der Goldenen Zwanziger in Berlin. Dass Berlin die Hauptstadt der Unterhaltung wurde, war ein gutes Stück Rudolf Nelson und seinem Ensemble zu verdanken: Marlene Dietrich, Hans Albers, Claire Waldoff und Willy Prager haben seine Lieder gesungen, Josephine Baker ist in seinem Theater aufgetreten und Kurt Tucholsky hat Texte für seine zahllosen Operetten und Revuen geschrieben. Eine seiner bekanntesten Kompositionen ist der Schlager Tamerlan.
Nach der „Machtergreifung“ der Nationalsozialisten 1933 wich Nelson mit seiner Revue nach Wien aus, doch auch dort wurde die Absetzung erzwungen. Nelson ging in die Schweiz, und während eines Gastspiels in Zürich 1934 wurde er nach Amsterdam engagiert.
Hier leitete er das Exilkabarett La Gaité (etwa: der Frohsinn) und gastierte während der Sommermonate in Scheveningen. Bis 1940 kreierte Nelson im 14-täglichen Wechsel annähernd 100 Programme. Gastauftritte von alten Mitstreitern aus Berliner Tagen, wie Max Ehrlich, Kurt Lilien, Otto Wallburg oder Willy Rosen rundeten das Programm ab und brachten es durch ihre Namen weit über Amsterdam hinaus zum Strahlen.
Nach dem Einmarsch der Wehrmacht entging er in einem Versteck der Deportation deutscher Juden. Bei Kriegsende kehrte er nach Berlin zurück und schrieb hier 1949 seine letzte Revue Berlin-W Weh mit Texten von Günter Neumann. Regie führte Erik Ode. Sein Sohn Herbert Nelson (1910–1988) war Kabarettautor und Sachwalter des deutschen Kabaretts in den USA.
Rudolf Nelson wurde auf dem Waldfriedhof Dahlem beigesetzt.
Das umfangreiche Rudolf-Nelson-Archiv befindet sich im Archiv der Akademie der Künste in Berlin.

## Ehrungen
- Bundesverdienstkreuz 1. Klasse (22. April 1953)[6]
- Paul-Lincke-Ring (1959)
- Ehrengrab des Landes Berlin